# Spoorlijn 244
Spoorlijn 244 was een Belgische industrielijn in Saint-Ghislain en liep van station Warquignies naar de mijnzetel Escouffiaux in Wasmes. Halverwege was er ter hoogte van de Rue du Champré nog een aftakking naar de mijn van Grand Buisson en verderop nog een aftakking naar de mijn Saint-Charles. De enkelsporige lijn was 2,8 km lang en werd gesloten in 1965. In het verleden heeft de lijn ook het nummer 202 gehad. 

## Aansluitingen
In de volgende plaatsen was er een aansluiting op de volgende spoorlijnen:
Warquignies
Spoorlijn 98 tussen Bergen en Quiévrain
Spoorlijn 99 tussen Saint-Ghislain en Warquignies
Warquignies-Formation
Spoorlijn 98 tussen Bergen en Quiévrain
Spoorlijn 99 tussen Saint-Ghislain en Warquignies